# Heidi Chocolat AG, Niemetz Schwedenbomben
Heidi Chocolat AG, Niemetz Schwedenbomben (ранее Walter Niemetz Süßwarenfabrik – Fabrikation von Zucker-, Schokolade-, Konditorei- und Dauerbackwaren GmbH & Co KG) — австрийский производитель кондитерских изделий.

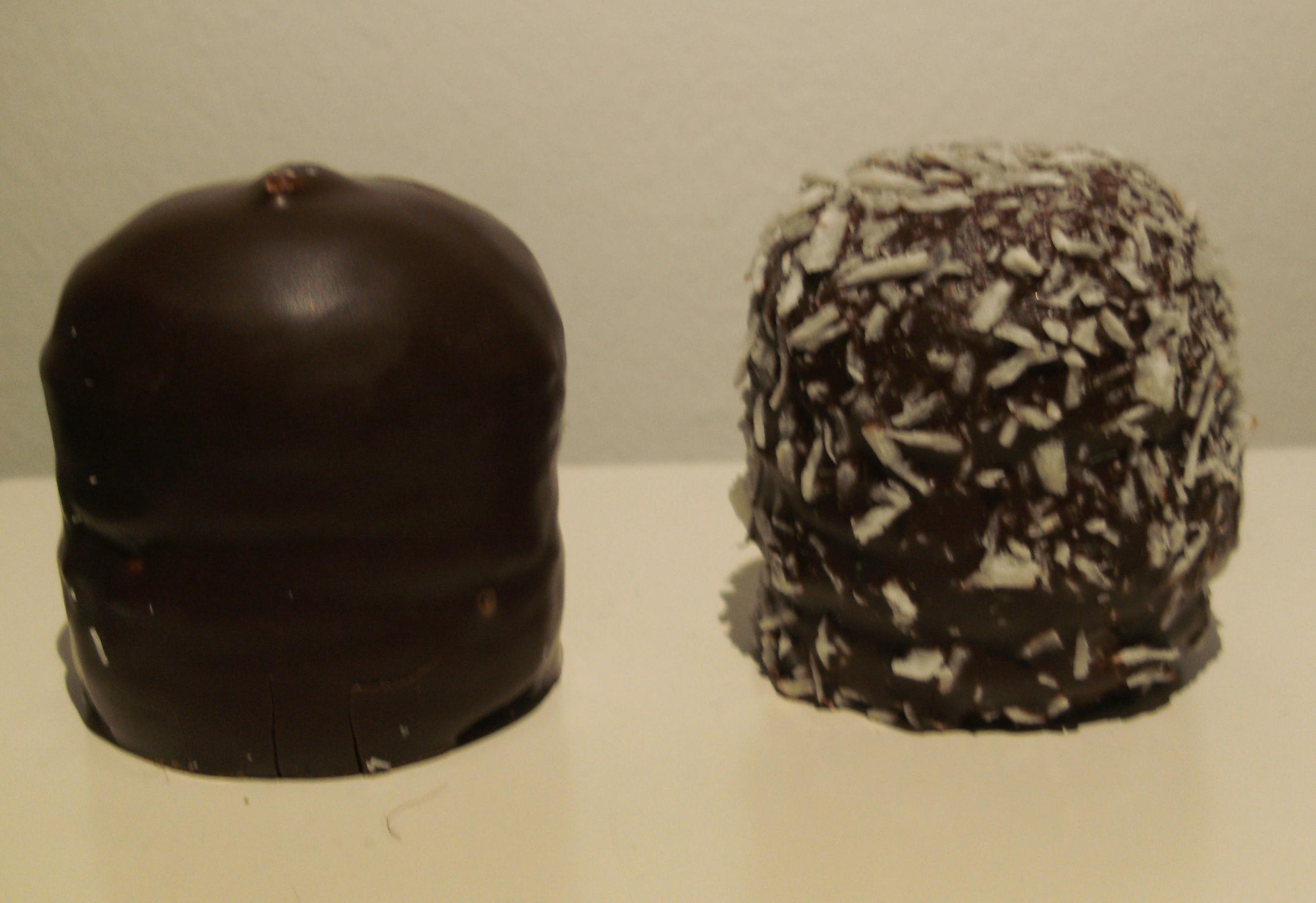
Niemetz Schwedenbomben

Компания, также известная как Walter Niemetz Süßwarenmanufaktur (кондитерская фабрика Вальтера Ниметца), была основана Эдмундом Ниметцем в Линце в 1890 году — в то время, когда в Вене были открыты кофейни. В мае 2013 года производство было продано швейцарской компании Heidi Chocolat AG, которая является косвенным дочерним предприятием австрийской компании Meinl-Gruppe через румынскую холдинговую компанию KEX Confectionery.
Компания Niemetz наиболее известна в Австрии производством шоколадных зефиров Schwedenbomben, шоколадно-ореховых батончиков с жировой глазурью на основе какао Manja и арахисово-шоколадных батончиков с жировой глазурью на основе какао Swedy. Они производятся только в Винер-Нойдорфе и продаются почти во всех странах Европы. Кондитерская Niemetz Konditorei-Café в Линце с филиалом на углу Фадингерштрассе и Моцартштрассе работала до 2015 года. До 2019 года существовал филиал в Зальцбурге (Niemetz Konditorei-Café Salzburg) на площади Герберта-фон-Караяна, 11.

## История

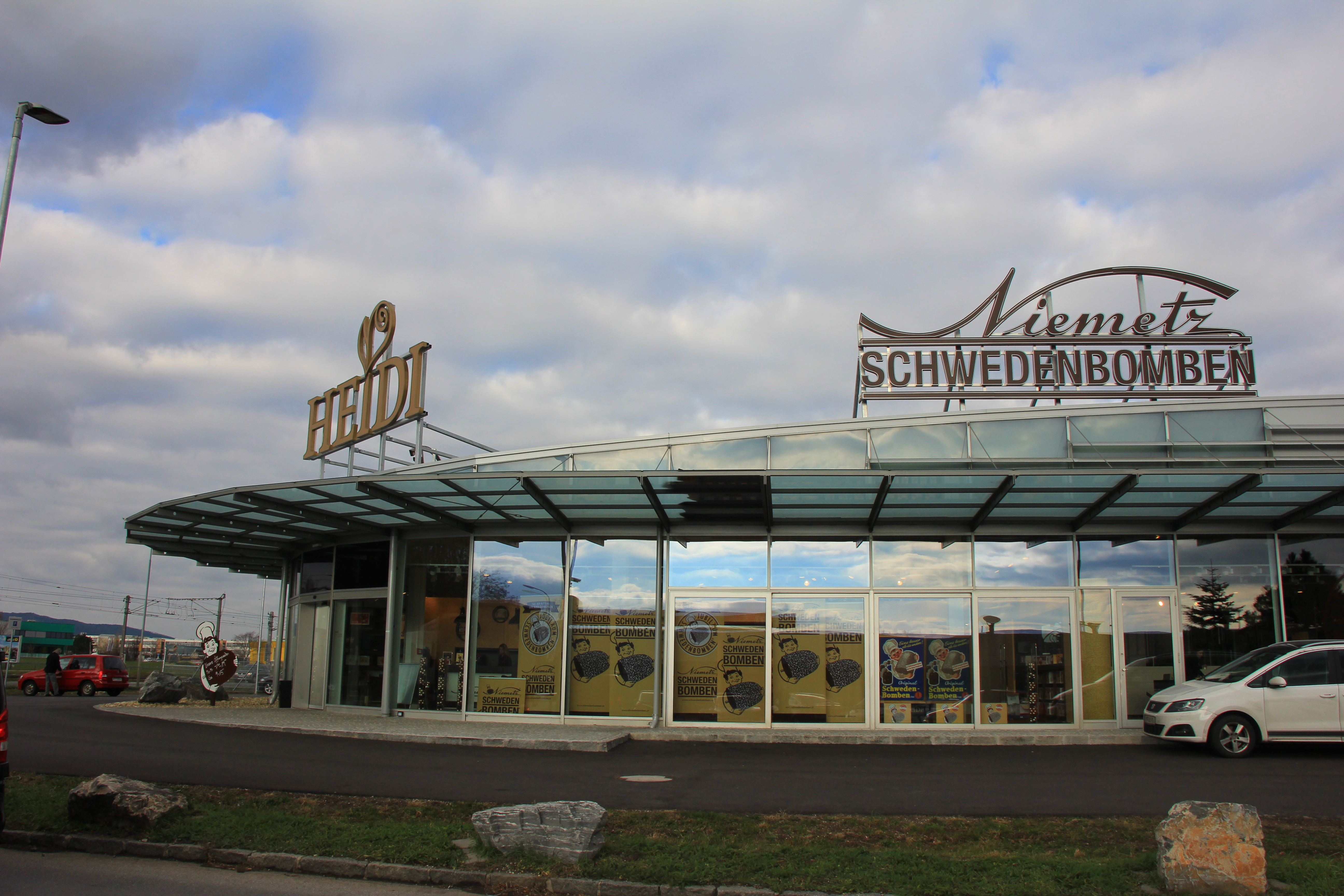
Промышленный центр на юге Австрии, ноябрь 2015 года

Сын Эдмунда Нимецца, Вальтер Нимец, основал фабрику в Вене-Ландштрассе в 1930 году. В 1926 году Вальтер Нимец и его жена Йоханна создали Schwedenbombe.
В начале января 1940 года была основана компания Walter Niemetz Süßwarenfabrik — Fabrikation von Zucker-, Schokolade-, Konditorei- und Dauerbackwaren OHG.
В 1985 году Урсула Нимец, дочь основателя компании Вальтера Нимеца, открыла кондитерскую W. u. J. Niemetz zur Pferdeschwemme в Зальцбурге. В 1989 году она отправилась в Нью-Йорк и открыла там филиал для продажи замороженных кондитерских изделий.
После смерти отца в 1992 году Урсула Нимец вернулась в Вену и возглавила семейный бизнес вместе со своим партнёром Стивом А. Бэтчелором. Урсула Нимец владеет 80 процентами компании.
В 2012 году компания столкнулась с такими серьёзными финансовыми трудностями, что больше не могла выплачивать зарплату своим сотрудникам. Незадолго до конца года налоговая служба подала заявление о банкротстве из-за налоговых долгов, когда Niemetz представила план реструктуризации. Изначально компания представила план реструктуризации с квотой в 20% для кредиторов, которая должна была быть выплачена в течение двух лет. Тем не менее, затем предложение было увеличено до 75% наличными и, наконец, до 95%, вероятно, из-за большого количества заинтересованных покупателей (среди прочих Manner и Confiserie Heindl). Для этого компании пришлось бы собрать почти всю сумму долга в размере 4,2 миллиона евро. Поскольку к 21 мая 2012 года это было невозможно, было открыто дело о банкротстве. Вскоре после этого, 22 мая, компания Heidi Chocolat приобрела неплатёжеспособное имущество предположительно за 5,25 миллиона евро.
В 2015 году компания Heidi Chocolat переехала в Винер-Нойдорф, где производство осуществляется с 2016 года. Всего насчитывалось 100 сотрудников.
Возник юридический спор по поводу использования названия Niemetz, которое хотела сохранить дочь основательницы компании Урсула Нимец. Компания Heidi Chocolat заявила, что приобрела все материальные и нематериальные активы в этом отношении.
В начале 2017 года компания Heidi Chocolat приобрела производителя шоколада Schwermer Dietrich Stiel и превратила его в независимую дочернюю компанию.
В 2017 году было опубликовано всестороннее исследование структуры собственности Heidi Chocolat AG. Было выявлено, что сложная конструкция коробки использовалась для сокрытия структуры собственности через субподрядчиков на Каймановых островах и Мальте. Об этом стало известно из Райских бумаг.
В мае 2022 года генеральный директор Герхард Шаллер был отстранён от должности из-за коррупционного скандала с участием его жены Софи Кармазин и заменён Бернхардом Клецмайром. Шаллер возглавлял компанию с 2014 года.
В конце 2022 года компания закрыла филиал в Люцерне, Швейцария, и часть производства была передана Aeschbach Chocolatier AG. По словам Хайди Шокат, причиной закрытия стали высокие цены на энергоносители, а также рост цен в других сферах.